# Le verità (film 2017)
Le verità è un film del 2017 diretto da Giuseppe Alessio Nuzzo.

## Trama
Tornato dall'India dopo un viaggio d'affari, il giovane imprenditore Gabriele Manetti sente che la sua vita sta per prendere una direzione diversa da quella che ha sempre avuto. Il suo mondo, le certezze che la sua condizione sociale gli ha permesso di avere, lo stesso rapporto con la sua fidanzata e con i suoi amici non lo appagano più. Si accorge, però, di essere tornato dal viaggio anche con qualcos'altro: scopre, infatti, di aver acquisito la capacità di poter “vedere” oltre le apparenze, di poter prevedere il futuro...

## Produzione

### Riprese
Il film è ambientato tra Napoli e le zone circostanti e qui sono state effettuate le riprese. Le scene dell'ultimo esame di Alfredo nella facoltà di medicina sono state girate nella clinica neurologica del primo policlinico di Napoli, nel centro storico.

## Distribuzione
La pellicola è un thriller psicologico, uscito nelle sale cinematografiche italiane il 27 aprile 2017.
Il trailer ufficiale è stato distribuito a partire da giugno 2016 e il film è stato presentato in conferenza stampa presso il Padiglione dell'Istituto Luce Cinecittà durante la 73ª Mostra del cinema di Venezia. La pellicola è stata anche presentata in anteprima il 3 dicembre 2016 alle Giornate Professionali di Cinema di Sorrento e il 2 gennaio 2017 al festival di cinema internazionale Capri, Hollywood.